# Konajev
Konajev (kazakulː Қонаев [Qonaev]; 2022 májusáig Kapsagaj, kazak nyelven: Қапшағай [Qapşağai]; orosz nyelven: Капшага́й), város Kazahsztánban, az Almati terület központja. 

## Fekvése
Almatitól 80 km-rel északra, az Ili folyó mellett fekvő település.
Az Ili-folyó mentén az 1960-as években, a Kapsagáj-gát építésekor épült fel a város, amikor az Ili folyót gátakkal elzárva alakították ki a Kapsagáji-víztározót (a Kapshagai-tó). Az itt megépült víztározó ma népszerű hétvégi célpont Almati és környékének lakosai számára.  
Kapsagáj népessége az 1999 évi népszámláláskor 33 428, a 2009 évi népszámláláskor pedig 39 855 fő volt.

## Galéria

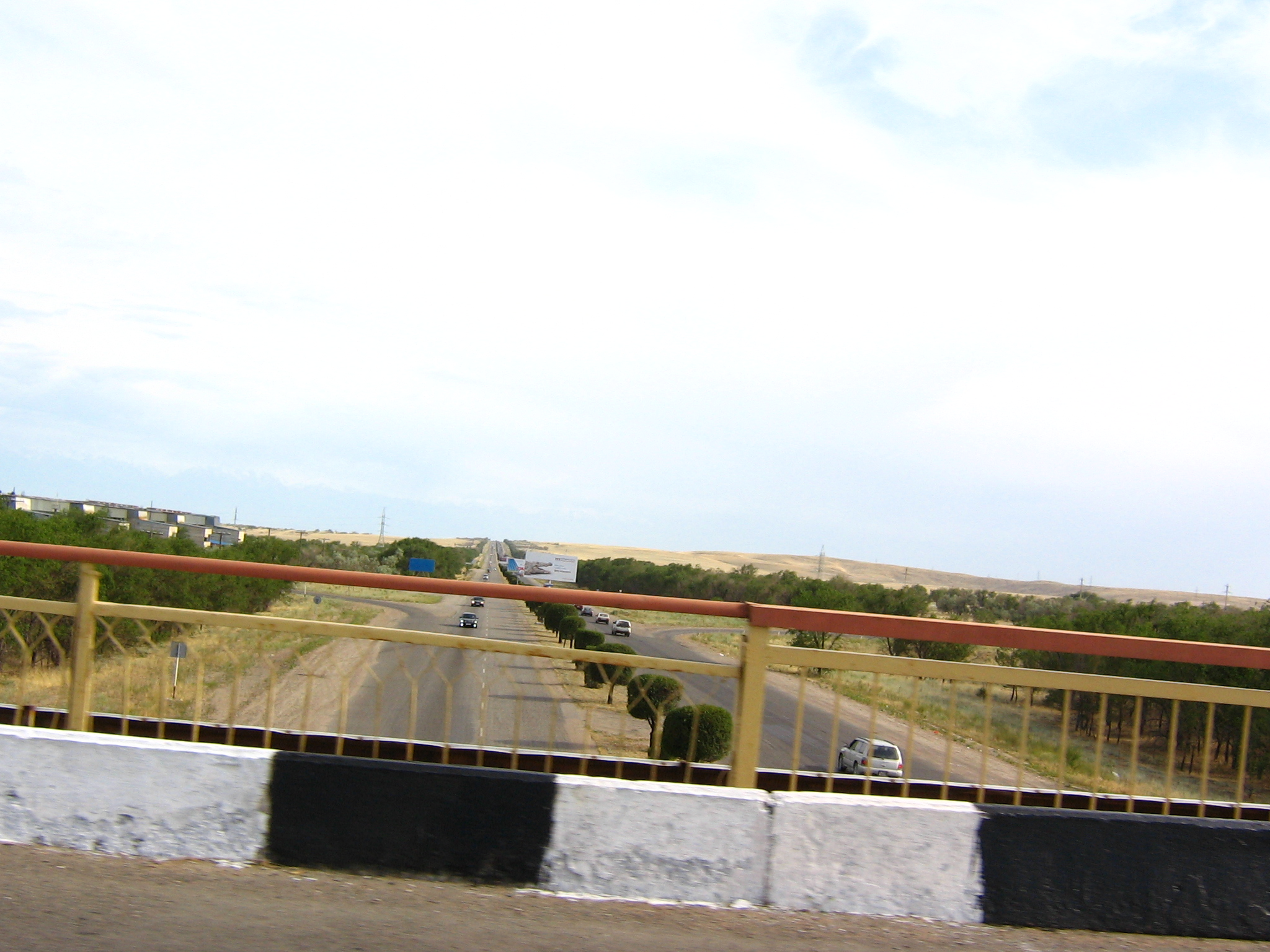
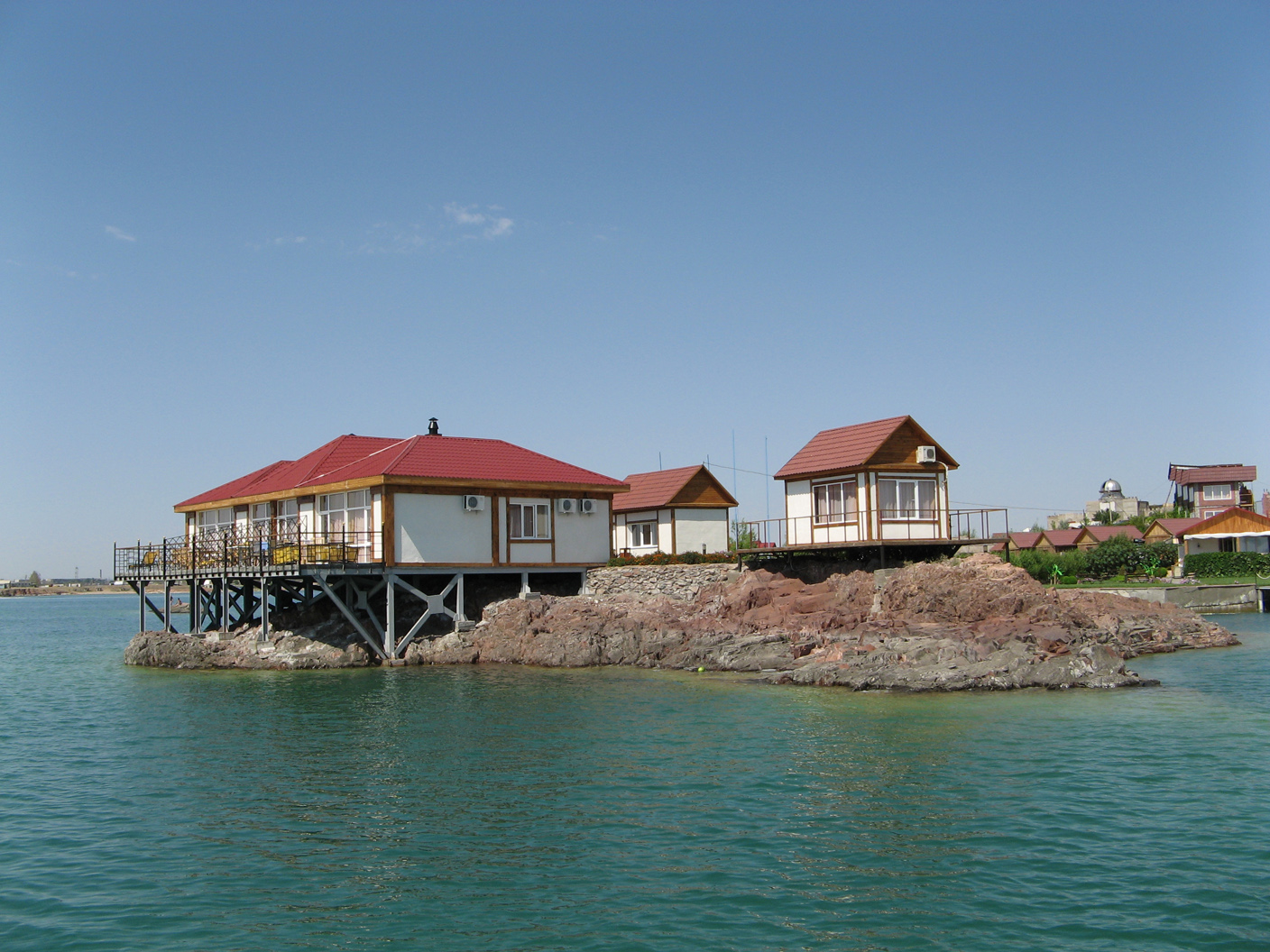
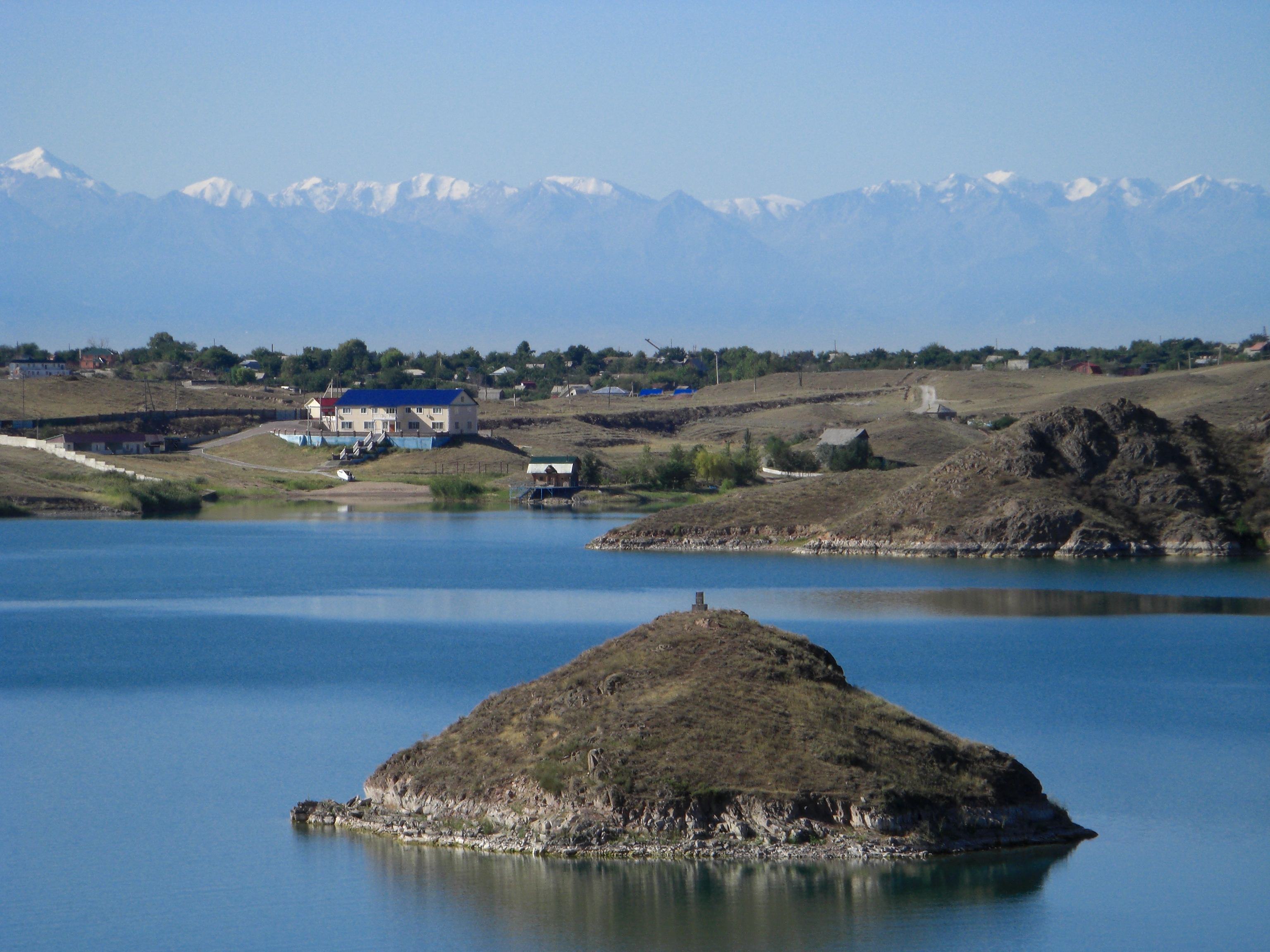